# 長野県道433号千国北城線
長野県道433号千国北城線（ながのけんどう433ごう ちくにほくじょうせん）は、長野県北安曇郡小谷村と白馬村を結ぶ一般県道。沿道にはスキー場がたくさんあり、ペンションや民宿も多い。

## 概要

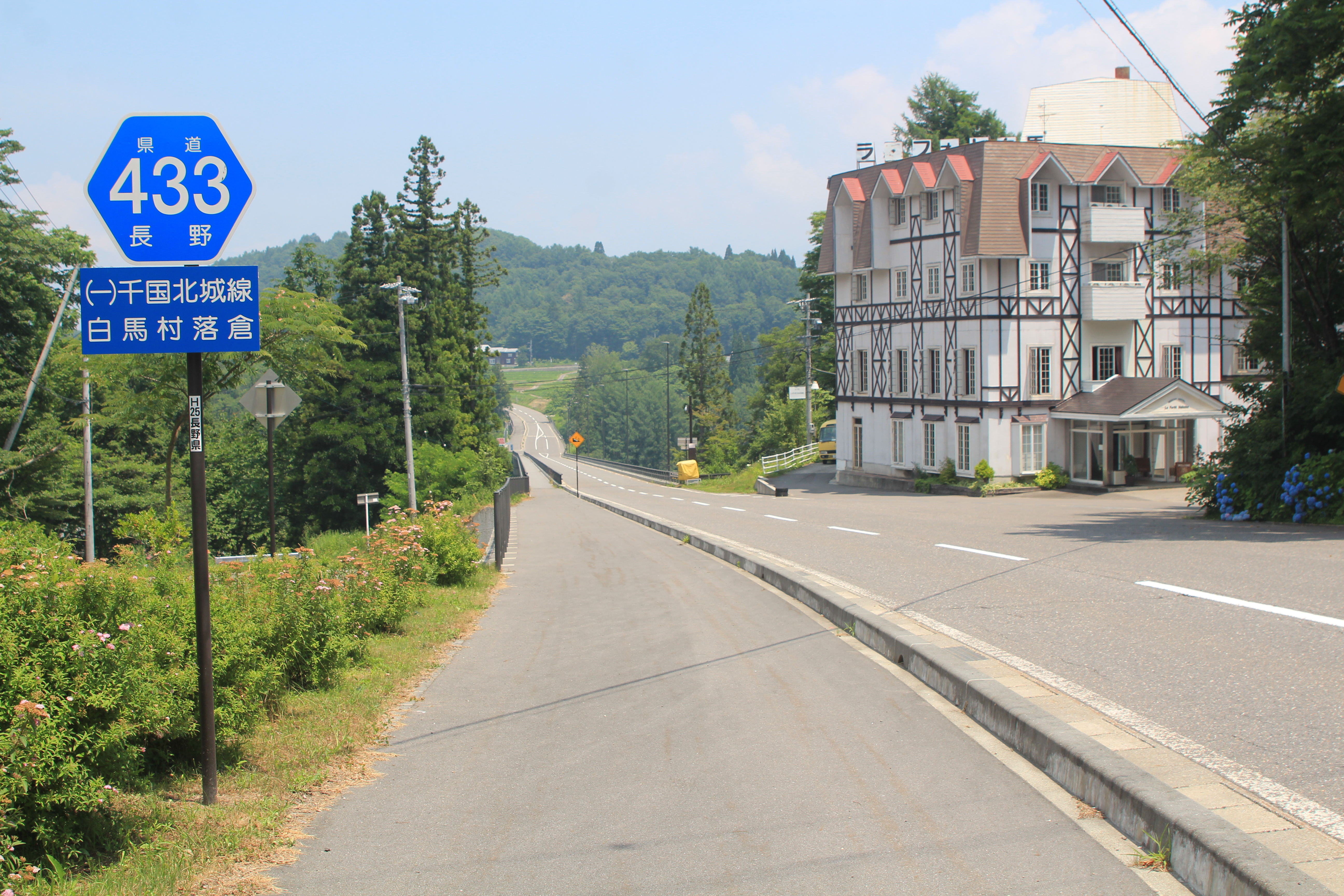
長野県道433号千国北城線、北安曇郡白馬村北城落倉にて

### 路線データ
- 起点：北安曇郡小谷村千国（国道148号交点）
- 終点：北安曇郡白馬村北城（大糸線信濃森上駅）

## 通過する自治体
- 北安曇郡
  - 小谷村 - 白馬村

## 交差・接続する道路
- 国道148号 - 北安曇郡小谷村千国（起点）
- 国道148号 - 北安曇郡白馬村北城（岩岳入口交差点）

## 周辺

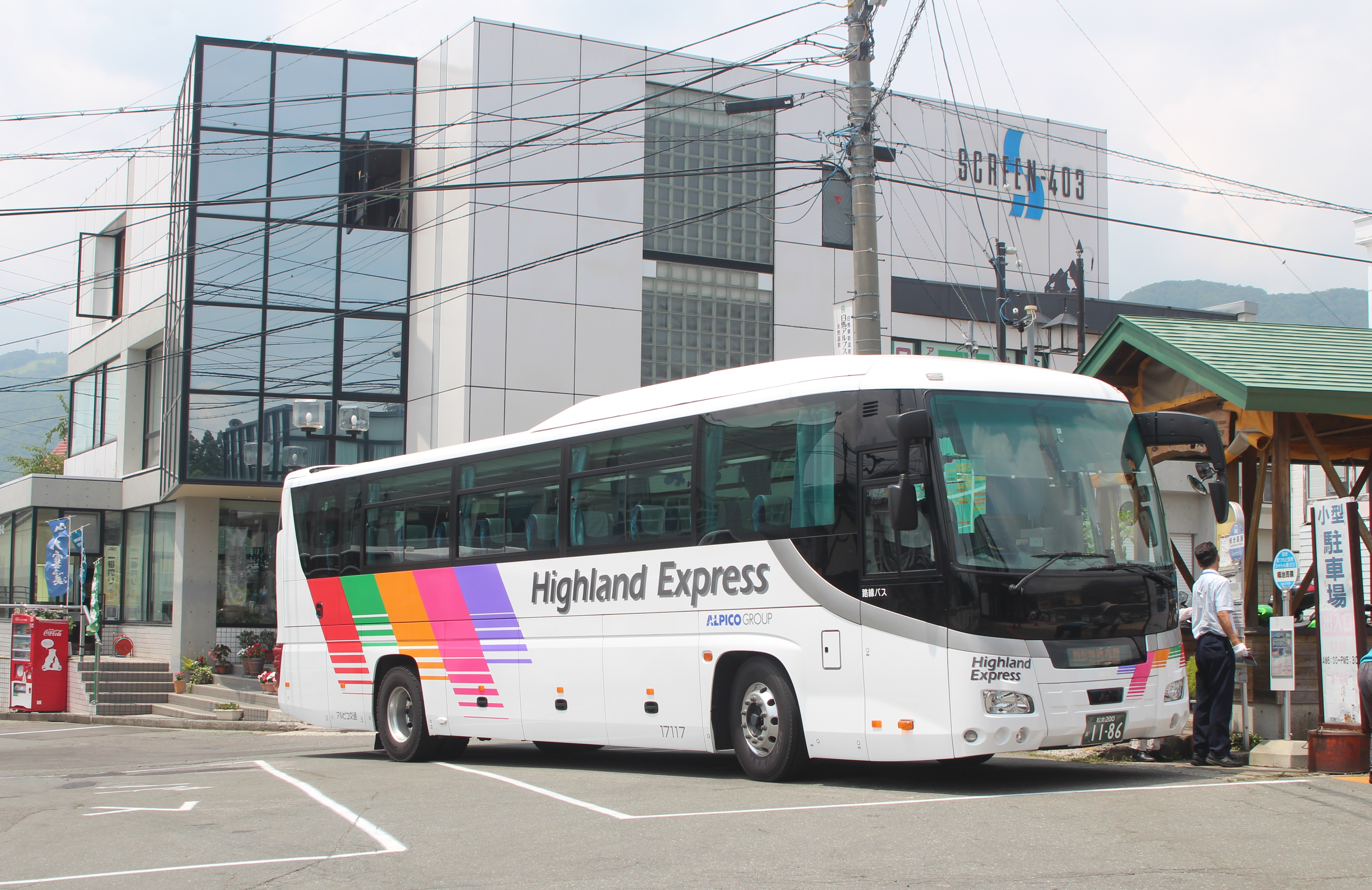
沿線にある栂池高原バス停、北安曇郡小谷村千国乙にて

- 千国駅
- 小谷村立小谷小学校
- 栂池高原
- 信濃森上駅